# Domenico di Bartolo
Pour les articles homonymes, voir Di Bartolo et Bartolo.

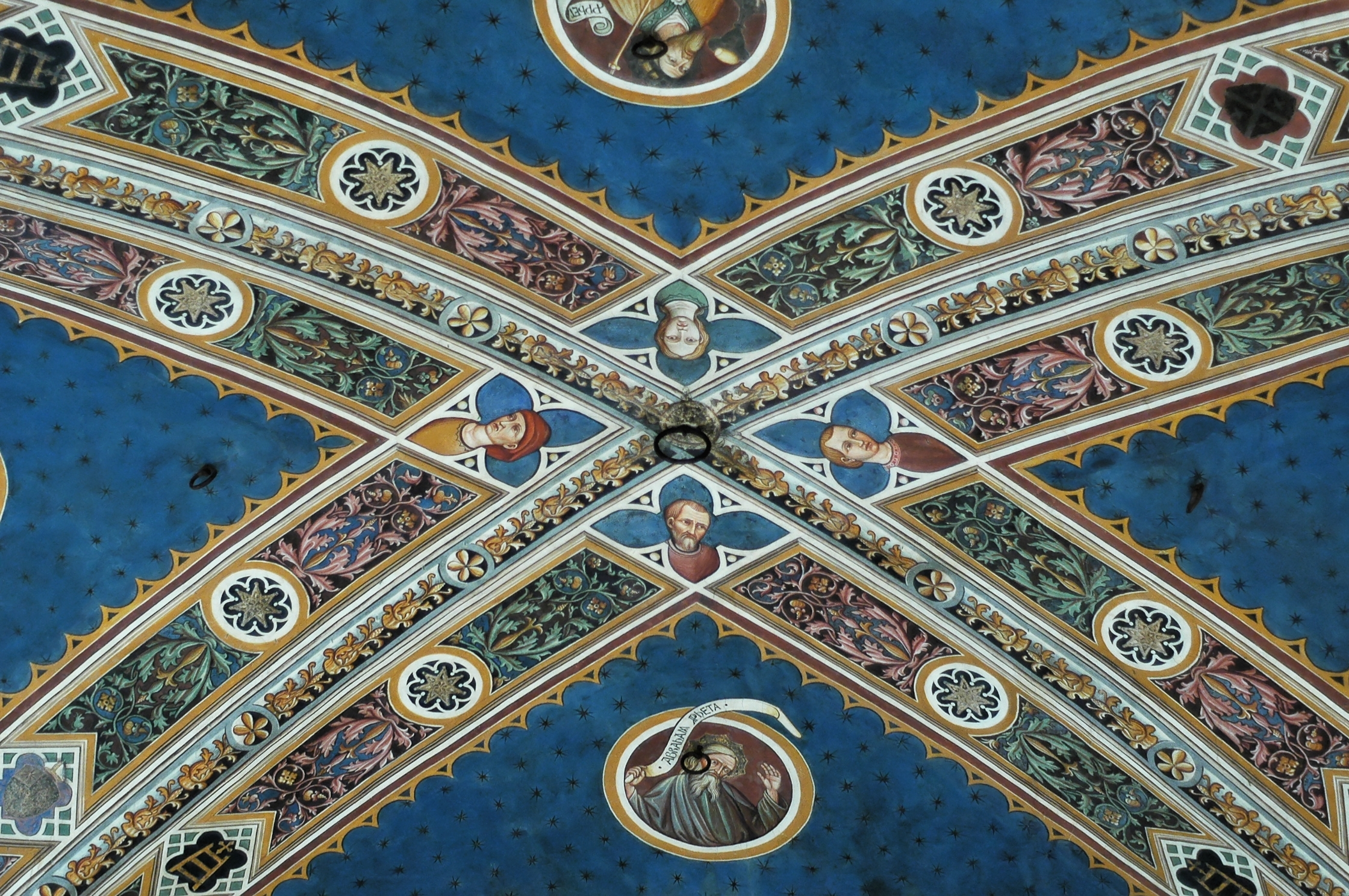
Fresque de la voûte de la salle du pèlerin, Santa Maria della Scala.

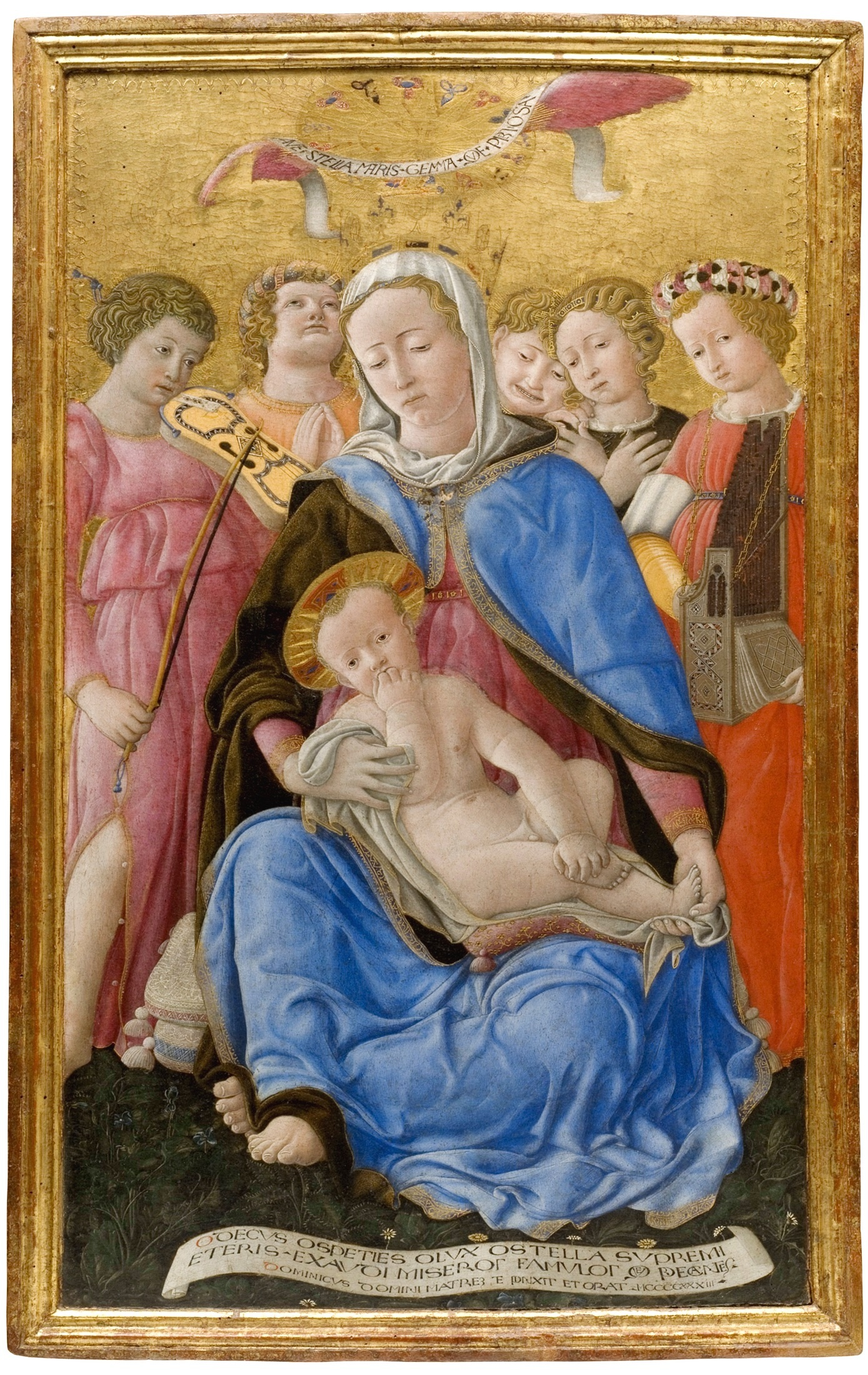
Madone de l'Humilité, 1433. Tempera et or sur bois. 93 x 60 cm. Pinacoteca Nazionale, Sienne

Domenico di Bartolo (Asciano, v. 1400/1404 - Sienne, v. 1445/1447) est un peintre italien du XVe siècle se rattachant à l'école siennoise, le neveu de Taddeo di Bartolo qu'il a eu comme maître.

## Biographie
Attesté entre 1428 et 1447, il est de formation probablement florentine. Il connaît apparemment un succès continu à Sienne où il travaille dans un style influencé par l'art de Masaccio, Filippo Lippi et Della Robbia. 
En 1431, l'empereur Sigismond visite Sienne et ses citoyens espèrent vivement qu'il prendra leur parti dans le conflit qui les oppose alors à Florence. Domenico di Bartolo réalise alors le carton avec l'empereur Sigismond pour le dallage de marbre incrusté du Duomo de Sienne. Il lui sera payé en 1434. Il y peint une fresque sur le couronnement de l'Empereur Sigismond.
Il est employé par Vecchietta pour les fresques Les soins aux malades, salle du pèlerin à l'hôpital Santa Maria della Scala de Sienne.

## Œuvres
- Vierge à l'Enfant trônant, avec saint Pierre et saint Paul (~1430) - Tempera sur panneau, 53 × 31 cm, National Gallery of Art, Washington
- Madonna dell'Umiltà (1433) - bois, 93 × 59,5 cm, Pinacoteca Nazionale, Sienne. Réalisée au début de la carrière de l'artiste, cette œuvre manifeste une conscience remarquable des recherches florentines le plus nouvelles, celles de Fra Filippo Lippi en particulier, avec un modèle lumineux et solide, le traitement pastique des volumes et la volonté de varier les expressions, sensible en particulier dans le visage des anges. L'image est vivante et frémissante. Le caractère particulier de la recherche siennoise y est marquée : les inscriptions dévotes sont mises en valeur par une disposition en perspective tout à fait inattendue et originale. L'effet est très brillant au niveau du détail : des notes de musique à peine visibles sont gravées sur le fond d'or pour compléter le raffinement concret des instruments[3].
- Polyptyque de Santa Giuliana (1438) - Tempera sur panneau, Galleria Nazionale dell'Umbria, Pérouse. Domenico di Bartolo abandonne dans cette œuvre le modernisme spatial et lumineux de ses débuts pour un style plus traditionaliste[3].
- Vierge à l'Enfant (1437) - Tempera et dorures sur panneau, 61,9 × 43,8 cm, Philadelphia Museum of Art
- Fresques de la voûte de la salle du pèlerin, Santa Maria della Scala, Sienne : quatre fresques décrivent le fonctionnement de l'hôpital[4],[5],[6], la cinquième représente la Madone de la Miséricorde, 1434-1444[7].
- Plateau d'accouchée dit desco da parto[8], v. 1450, bois, 54 cm de diamètre, Ca' d'Oro, Venise. Doute sur l'attribution avec Carlo di Giovanni[9].
- Le Nouvel Empereur couronné par saint Sigismond[10] (1434), pavement intérieur du Duomo de Sienne.

## Crédit d'auteurs
- (en) Cet article est partiellement ou en totalité issu de l’article de Wikipédia en anglais intitulé « Domenico di Bartolo » (voir la liste des auteurs).